# Лівінгстон (Шотландія)
Лі́вінгстон (англ. Livingston, шотл. Livingston, шотл. гел. Baile Dhùn Lèibhe) — місто на сході Шотландії, адміністративний центр області Західний Лотіан.
Населення міста становить 54 430 осіб (2006).
Місто утворене в 1962 році злиттям сусідніх сіл Лівінгстон, Беллсквері та станції Лівінгстон (Дінс).